# WTA Challenger de San Luis Potosí
O WTA Challenger de San Luis Potosí – ou San Luis Open, na última edição – foi um torneio de tênis profissional feminino, de nível WTA 125.
Realizado em San Luis Potosí, no centro-sul do México, estreou em 2023 e durou duas edições. Os jogos eram disputados em quadras de saibro durante o mês de abril.

## Finais

### Simples
| Ano  | Campeã                 | Vice-campeã     | Resultado     |
| ---- | ---------------------- | --------------- | ------------- |
| 2024 | Nadia Podoroska        | Francesca Jones | 6–1, 6–2      |
| 2023 | Elisabetta Cocciaretto | Sara Errani     | 5–7, 6–4, 7–5 |

### Duplas
| Ano  | Campeãs                     | Vice-campeãs                        | Resultado |
| ---- | --------------------------- | ----------------------------------- | --------- |
| 2024 | Anna Bondár Tamara Zidanšek | Laura Pigossi Katarzyna Piter       | w.o.      |
| 2023 | Aliona Bolsova Andrea Gámiz | Oksana Kalashnikova Katarzyna Piter | 7–65, 6–4 |